# Monaster Ikony Matki Bożej „Znak” w Irkucku
Monaster Ikony Matki Bożej „Znak” – żeński klasztor prawosławny w Irkucku.

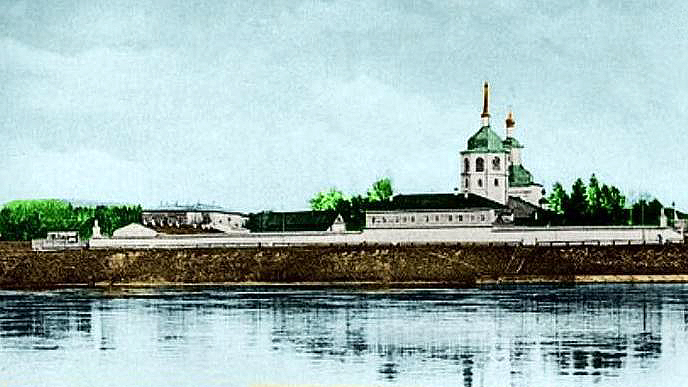
Monaster pod koniec XIX w.

Monaster został założony w 1689 u ujścia Uszakowki do Angary. Pierwsze zabudowania klasztorne były w całości wzniesione z drewna. Pierwszy sobór monasterski w 1727 opisywany był już jako znajdujący się w złym stanie. Na jego miejscu wzniesiono nową konstrukcję z drewna, jednak po kolejnych 20 latach podjęta została decyzja o budowie nowych obiektów murowanych. Prace nad wzniesieniem nowego kompleksu zabudowań liturgicznych i mieszkalnych trwały do początku XIX wieku. Zbudowano wówczas sobór Ikony Matki Bożej „Znak”, cerkiew Świętych Dymitra i Tryfona, dwa obiekty mieszkalne dla mniszek oraz dom przełożonej, budynki gospodarcze, urządzono cmentarz monasterski, zaś całość otoczono murem z bramą wjazdową.
Zabudowania monasteru wzniesiono w stylu barokowym. Główny sobór, wybudowany w latach 1757–1762, początkowo był jednonawowy. W latach 1787 i 1794 dostawiono do niego dwie nawy boczne z ołtarzami Kazańskiej Ikony Matki Bożej oraz Przemienienia Pańskiego.
Na cmentarzu monasterskim znajdują się m.in. nagrobki rosyjskiego odkrywcy Grigorija Szelichowa oraz Jekatieriny Trubeckiej, żony działacza ruchu dekabrystów Siergieja Trubeckiego, która dobrowolnie wyjechała razem z nim na zesłanie.
W XIX w. mniszki zaczęły prowadzić przy klasztorze szpital dla zakonników, następnie również szkołę dla dziewcząt. Monaster został zamknięty przez władze radzieckie w 1926, zaś jego główny sobór kontynuował działalność jako cerkiew parafialna, zaś od 1929 – sobór eparchii irkuckiej. W 1936 również i ta świątynia została zamknięta i zaadaptowana na garaż oraz warsztat remontowy samolotów. Rosyjski Kościół Prawosławny odzyskał obiekt w 1945, od 1948 ponownie spełnia on funkcje katedry eparchialnej. Od 1990 szczególną czcią na jego terenie są otaczane relikwie św. Innocentego Irkuckiego. Od 1994 monaster ponownie jest czynny.